# Edmund Wilson
Pour les articles homonymes, voir Edmund Wilson (homonymie) et Wilson.
Edmund Wilson (8 mai 1895 – 12 juin 1972) est un écrivain, journaliste, romancier, dramaturge et critique littéraire américain.

## Biographie
Rédacteur en chef adjoint de The New Republic, directeur de Vanity Fair, critique littéraire au New Yorker, il a influencé par ses écrits des auteurs tels que Sinclair Lewis,  John Dos Passos ou Upton Sinclair. Époux de la romancière Mary McCarthy, auteur d'une correspondance avec Anaïs Nin et Vladimir Nabokov, il a fait découvrir au public les œuvres de William Faulkner, Ernest Hemingway, Francis Scott Fitzgerald et Marie-Claire Blais entre autres. Edmund Wilson passe pour l'un des plus grands critiques littéraires américains du XXe siècle.

## Pardon aux Iroquois (Apologies to the Iroquois)
Dans sa version originale, en anglais, le texte Pardon aux Iroquois a été publié initialement sous forme d'article dans le New Yorker en 1959, et sous forme de livre l'année suivante. Dans la postface du livre de 1960, le sioux Vine Deloria mentionne que c'est l'essai "le plus aigu et le plus pénétrant sur le sujet. L'intérêt de Wilson pour les Amérindiens vient de la découverte que sa propriété, un héritage familial, se situe en "territoire iroquois ou tout près". Il écrira : "Je demande pardon aux Iroquois, et je veux essayer d'expliquer ici pourquoi il est possible de méconnaitre à ce point les Indiens, et pourquoi il est difficile à ceux qui se soucient d'eux d’amener les autres à s'y intéresser".

## Œuvres

### Ouvrages traduits en français
- Pardon aux Iroquois, Les Mohawk, Charpentiers de l'acier, 10/18, 1976
- Mémoires du comté d'Hécate, Christian Bourgois, 10/18, 1977
  - tome 1, La Princesse aux cheveux d'or, Christian Bourgois, 1977 ; rééd. 10/18 ; traduit de l'anglais par Bruno Vercier ; préface de Michel Mohrt
- J'ai pensé à Daisy, 10/18, 1981
- Vladimir Nabokov, Edmund Wilson : Correspondance 1940-1971
- Pardon aux Iroquois. Réédité en français en 2002, éditions Lux, Montréal[3]. Précédé de Les Mohawks, charpentiers de l’acier, par Joseph Mitchell.

### Choix d'ouvrages en langue anglaise
- Axel's Castle: A Study in the Imaginative Literature of 1870-1930, New York, NY:  Charles Scribner's Sons, 1931.
- To the Finland Station: A Study in the Writing and Acting of History, Garden City, NY: Doubleday, 1940.
- The Wound and the Bow:  Seven Studies in Literature, Cambridge, MA:  Riverside Press, 1941.
- (editor) The Shock of Recognition: The Development of Literature in the U.S. Recorded by the Men Who Made It, New York, NY: Modern Library, 1943.
  - Volume I. The Nineteenth Century.
  - Volume II. The Twentieth Century.
- Memoirs of Hecate County, Garden City, NY: Doubleday, 1946.
- The Triple Thinkers:  Twelve Essays on Literary Subjects, New York, NY:  Farrar, Straus and Co., 1948.
- Classics and Commercials: A Literary Chronicle of the Forties, New York, NY:  Farrar, Straus and Co.,  1950.
- The Shores of Light: A Literary Chronicle of the Twenties and Thirties, New York, NY: Farrar, Straus and Young, 1953.
- Dead Sea Scrolls, Fontana Books, 1955.
- Red, Black, Blond and Olive: Studies in Four Civilizations: Zuni; Hainti; Soviet Russia; Israel, London: W. H. Allen, 1956.
- A Piece of My Mind: Reflections at Sixty, New York, NY: Farrar, Straus and Cudahy, 1956.
- The American Earthquake: A Documentary of the Twenties and Thirties (A Documentary of the Jazz Age, the Great Depression, and the New Deal), Garden City, NY: Doubleday, 1958.
- Apologies to the Iroquois, New York, NY: Vintage, 1960.
- Patriotic Gore:  Studies in the Literature of the American Civil War, New York, NY: Farrar, Straus and Giroux, 1962.
- The Cold War and the Income Tax:  A protest, New York, NY: Farrar, Straus and Co., 1964.
- O Canada: An American's Notes on Canadian Culture, New York, NY: Farrar, Straus and Giroux, 1965.
- The Bit Between My Teeth: A Literary Chronicle of 1950-1965, New York, NY: Farrar, Straus and Giroux, 1966.
- Europe without Baedeker: Sketches among the Ruins of Italy, Greece and England, with Notes from a European Diary: 1963-64: Paris, Rome, Budapest, London: Rupert Hart-Davis, 1967.
- The Twenties: From Notebooks and Diaries of the Period, ed. Leon Edel, New York, NY:  Farrar, Straus and Giroux, 1975.
- The Thirties: From Notebooks and Diaries of the Period, ed. Leon Edel, New York, NY:  Farrar, Straus and Giroux, 1980.
- The Forties: From Notebooks and Diaries of the Period, ed. Leon Edel, New York, NY:  Farrar, Straus and Giroux, 1983.
- The Fifties: From Notebooks and Diaries of the Period, ed. Leon Edel, New York, NY:  Farrar, Straus and Giroux, 1986.
- The Sixties: The Last Journal 1960-1972, ed. Lewis M. Dabney, New York, NY:  Farrar, Straus and Giroux, 1993.
- Dear Bunny, Dear Volodya: The Nabokov-Wilson Letters, 1940-1971, ed. Simon Karlinsky, Berkeley, CA: University of California Press, 1979; "Revised and Expanded Edition," 2001.
- Edmund Wilson: The Man in Letters, ed. Janet Groth and David Castronovo, Athens, OH: Ohio University Press, 1992.